# ISO 9000
ISO 9000 е серия международни стандарти, описващи изискванията към системите за управление на качеството в различни организации и предприятия.
Серията стандарти ISO 9000 е разработена от Технически комитет 176 (ТК 176) на Международната организация по стандартизация. В основата на стандартите лежат идеите и постановките на теорията за всеобщ (тотален) мениджмънт на качеството (TQM).
Прието е да се смята, че при разработването на първата версия на стандартите ISO 9000 ТК 176 се е ръководил от британския стандарт BS 5750, разработен от Британския институт за стандарти (BSI). На свой ред се смята, че британският стандарт се базира на отрасловите стандарти на военно-промишления комплекс.

## Версии на стандартитеISO9000
Серията стандарти ISO 9000 нееднократно се е преразглеждала:
- първата версия е публикувана през 1987 г.;
- втората версия е публикувана през 1994 г. и представлява уточнена версия на тази от 1987 г.
- третата версия е разработена през 2000 г. чрез радикално преразглеждане на версията от 1994 г.;
- четвъртата версия на стандартите не е публикувана едновременно: през 2005 г. е публикуван стандартът ISO 9000:2005, а през 2008 и 2009 г. – стандартите ISO 9001 и ISO 9004. Въпреки очакваното пълно преразглеждане на версията от 2000 г., ТК 176 решава да се ограничи с „козметични“ изменения – поправка на неточности и неясни изрази. Като причини за отказа от съществени промени и забавянето на издаването на новата версия са посочени желанието да се продължи срокът на действие на съществуващите сертификати на организациите (т.е. да се запази статуквото в сертификационния бизнес).
- петата версия на ISO 9001 е публикувана на 23 септември 2015 заедно с ISO 9000.

Новата версия на стандарта ISO 9001 се различава съществено от предишната версия. Стандартът ISO 9001:2015 е разработен в съответствие с приложението към директивата на ISO Annex SL (ISO/IEC Directives, Part 1 Consolidated ISO Supplement – Procedures specific to ISO), която определя изискванията към нормативните документи за системи за управление. Директивата установява нов, единен стандарт за структурата на системите за управление (не само за ISO 9001, но и за другите системи за управление (мениджмънт)).
Стандартите от серията ISO 9000, приети от над 190 страни по света в качеството им на национални, могат да се приложат към всякакви предприятия, независимо от техния размер, форма на собственост и сфера на дейност.
Сертификация се извършва само по един стандарт от тази серия, този, който съдържа изисквания – ISO 9001. Организацията ISO не провежда сертификация по ISO 9001. В областта на управление на качеството действа система за потвърждаване на съответствието на две нива. Със сертификация на системи за управление на качеството на отделни организации се занимават специално формирани одиторски организации (органи по сертификация). Те, на свой ред, се акредитират от национални акредитационни общества. Съществуват също и независими системи за акредитация. За България национален акредитационен орган е Изпълнителна агенция Българска служба за акредитация (ИА БСА).

## За същността на стандартите ISO 9000
ISO 9000 не е стандарт за качество на самия продукт и непосредствено не гарантира високо качество на продукцията.
Съответствието с изискванията на ISO 9001 свидетелства за определено ниво на надеждност на доставчика и добро състояние на неговата фирма. От гледна точка на съвременните компании съответствието с изискванията на ISO 9001 е онова минимално ниво, което дава възможност да се излезе на пазара. Самият сертификат за съответствие с ISO 9001 е външно независимо потвърждение, че изискванията на стандарта са постигнати. По мнението на някои експерти процесният подход не следва да се използва в неголеми (по мащаб на операциите) компании : „Работата е там, че процесният подход е настройка към ефективност, а не към адаптивност. Адаптивността е функционално управление, то по-добре се адаптира към промените.“
Целта на серията стандарти ISO 9000 е стабилно функциониране на документираната система за мениджмънт (управление) на качеството на продукцията на предприятието-доставчик. Изходната насоченост на стандартите от серията ISO 9000 е била именно към отношенията между компаниите под формата „потребител/доставчик“. С приемането през 2000 г. на третата версия на стандартите ISO 9000 по-голямо внимание започва да се отделя на способностите на организациите да удовлетворяват изискванията на всички заинтересовани страни: собствениците, сътрудниците (служителите), обществото, потребителите, доставчиците. ISO 9004 поставя акцент върху постигането на устойчив успех. Посочените стандарти помагат на предприятията да формализират системата си за мениджмънт, въвеждайки такива системообразуващи понятия, като вътрешен одит, процесен подход, коригиращи и превантивни действия.
Стандартът ISO 9000 е фундаментален, приетите с него термини и определения се използват във всички стандарти на ISO от серията 9000. Този стандарт поставя основата за разбиране на основните елементи на системата за управление на качеството на продукцията съгласно стандартите на ISO от серията 9000. ISO 9000 определя 8 принципа на управление на качеството, а също използването на процесния подход с цел постоянно подобрение
Процесите за създаване на продукцията влизат във веригата „доставчик – организация – потребител“. Само тези процеси добавят стойност, защото създават това, което е определено в договора с потребителя, останалото са спомагателни, поддържащи процеси.

## Стандарти, влизащи в серията
- „ISO 9000:2015 Системи за управление на качеството. Основни принципи и речник“. Съдържа речник на термините за системата на мениджмънта, изброява принципите за управление на качеството.
- „ISO 9001:2015 Системи за управление на качеството. Изисквания“. Съдържа набор от изисквания към системите за мениджмънт на качеството.
- „ISO 9004:2009 Управление за дълготраен успех на всяка организация. Подход за управление чрез качеството“. Съдържа ръководство за постигане на устойчив, траен успех от всяка организация в сложната, взискателна и постоянно изменяща се среда чрез използване на подход от позицията на мениджмънт на качеството.
- „ISO 19011:2012 Указания за извършване на одит на системи за управление“. Стандартът ISO 19011 описва методите за провеждане на одита на системите за управление, в това число и на мениджмънта на качеството.

## Роля на сертификацията по ISO 9001
Сертификатът за съответствие с изискванията на ISO 9001 е необходим на предприятия (фирми):
- които работят на такива пазари или с такива заявители (контрагенти), които изискват наличието на такъв сертификат;
- които работят в сектори от икономиката, които са държавно или корпоративно регулируеми по такъв начин, че наличието на сертификат за съответствие с ISO 9001 е задължително;
- за членство в партньорства и организации, където сертификатът по ISO е необходимо условие за членството;
- за разширение на конкурентните предимства на компанията в условията на съвременните пазари;
- желаещи да потвърдят внедрената система за мениджмънт, насочена към непрекъсната оптимизация на стоките и услугите на предприятието;
- за експорт за пазарите на Европа и на други страни;
- за независима оценка на съответствието със стандартите за качество, приети в света[5].